# Indigofera mendesii
Indigofera mendesii är en ärtväxtart som beskrevs av Antonio Rocha da Torre. Indigofera mendesii ingår i släktet indigosläktet, och familjen ärtväxter. Inga underarter finns listade i Catalogue of Life.